# Giovanni d'Ambrogio
Giovanni d'Ambrogio (fl. XIV-XV secolo) è stato uno scultore e architetto italiano, attivo a Firenze nel XIV e XV secolo.

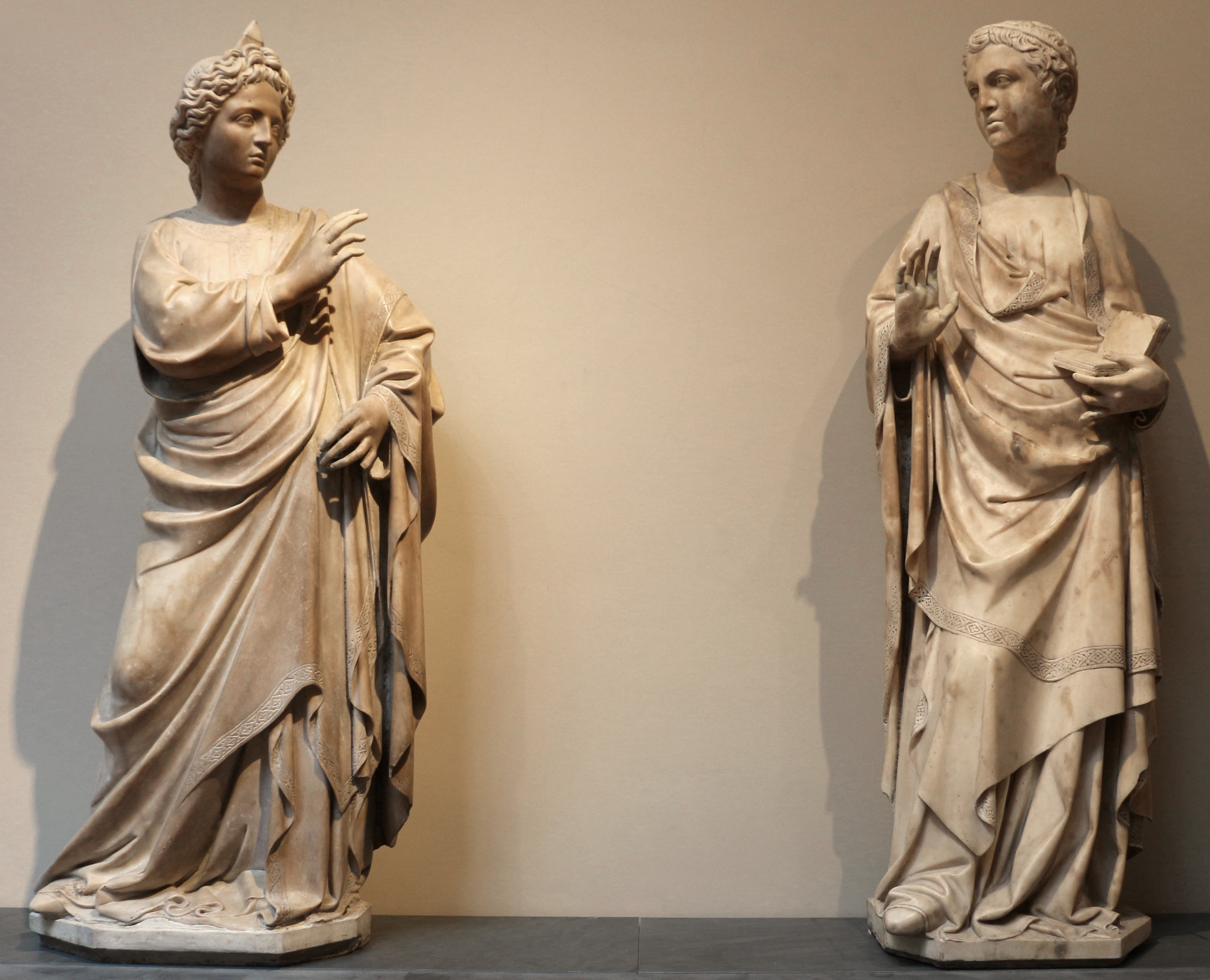
Annunciazione attribuita a Giovanni d'Ambrogio, 1397 circa, Museo dell'Opera del Duomo (Firenze)

Probabilmente esiste un omonimo che ha svolto la stessa professione. Le due figure, un tempo identificate come la stessa persona, oggi sono in genere distinte dagli storici dell'arte, anche se la distinzione non è accettata univocamente.
Abbiamo così:
- Giovanni d'Ambrogio, autore dei ponteggi di Santa Maria del Fiore nel 1366.
- Giovanni d'Ambrogio, attivo a Firenze tra il 1382 e il 1418: fu uno scultore pre-rinascimentale, indicato come il più diretto precedente alle esperienze di Donatello e Nanni di Banco, coi quali collaborò alla porta della Mandorla. Di lui ci restano opere a Firenze e a Roma (in Santa Maria in Trastevere, tomba del cardinale Filippo d'Alençon per esempio).

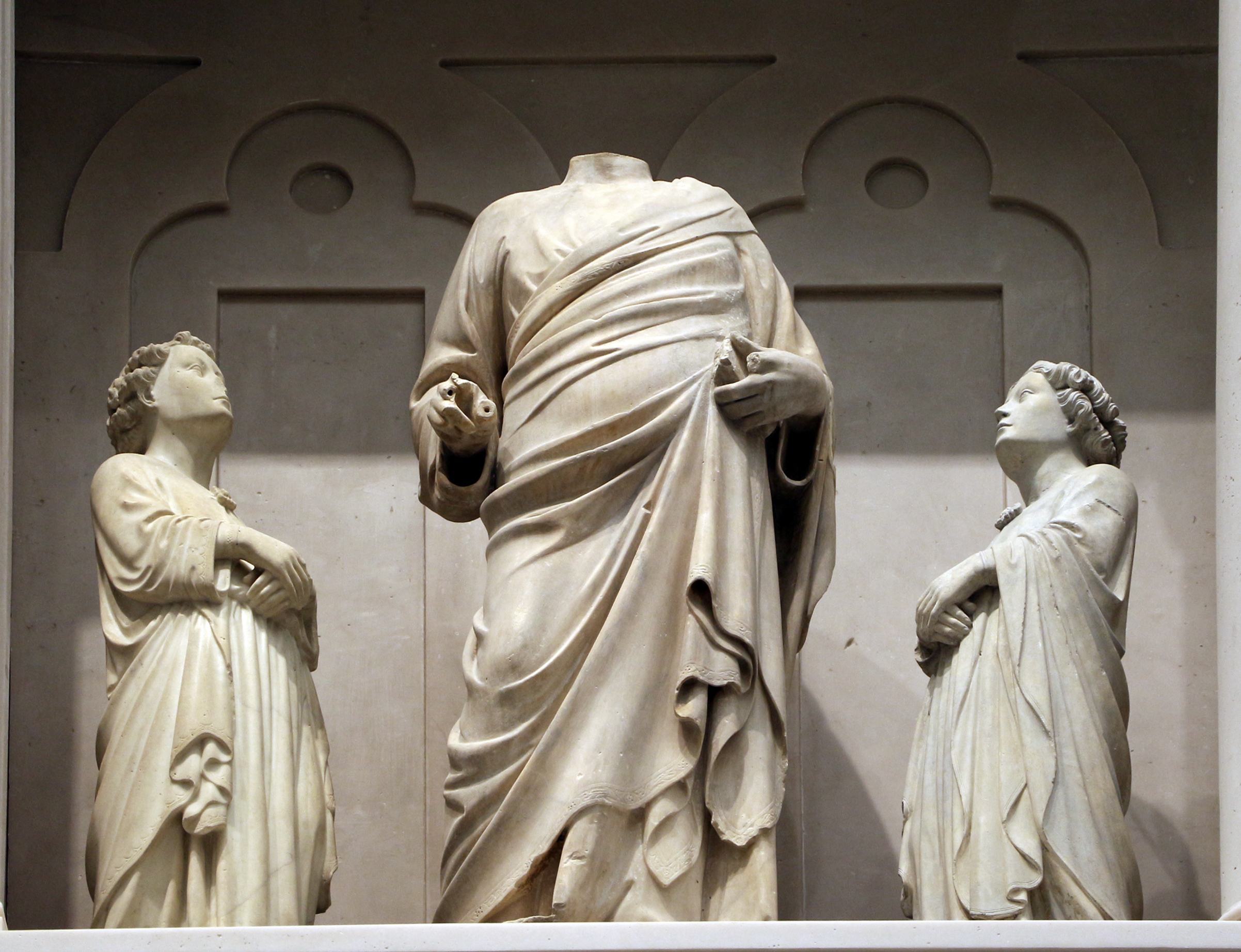
San Barnaba (al centro), per la facciata del Duomo di Firenze, oggi al Museo dell'Opera del Duomo
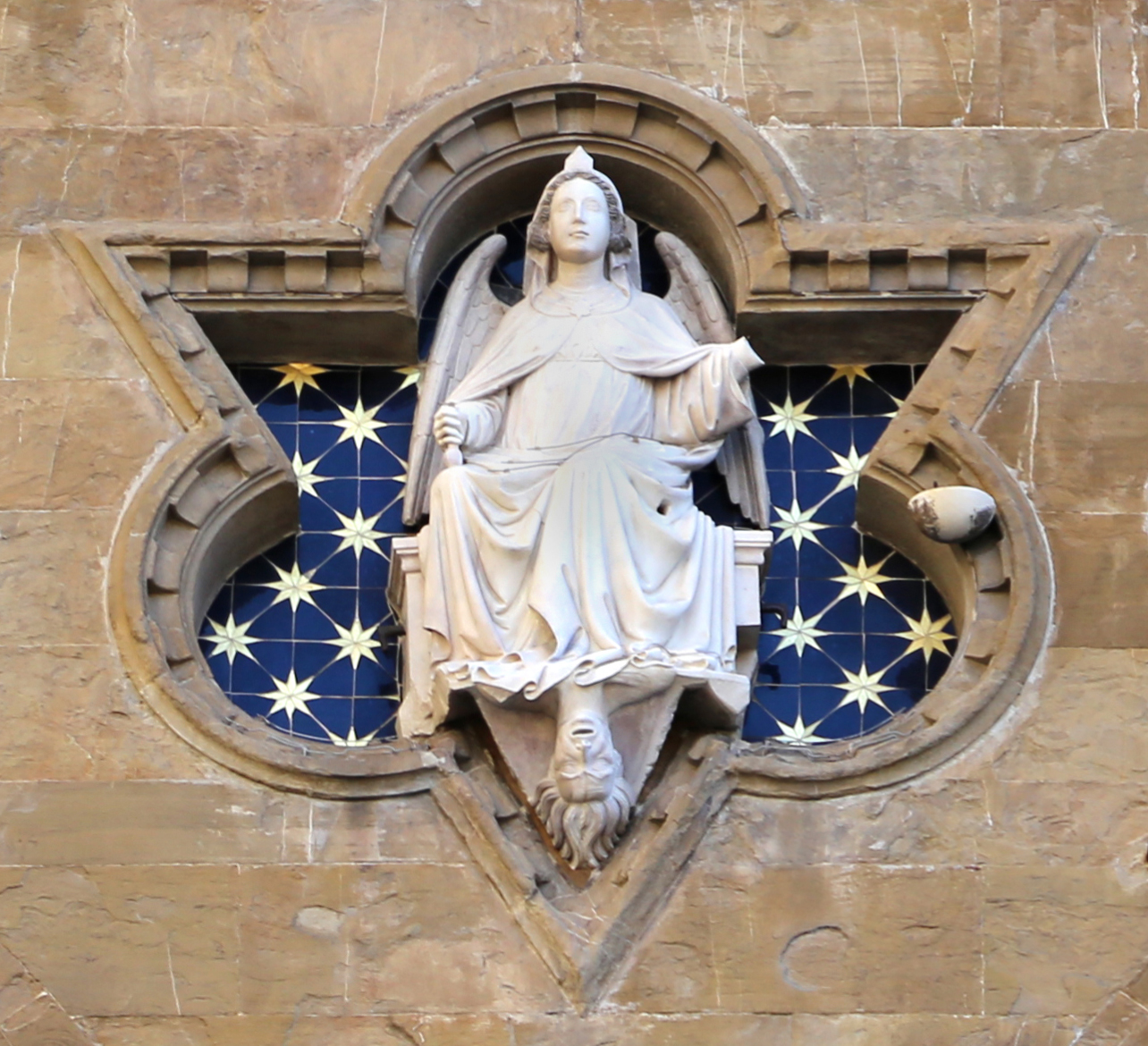
Giustizia, nella loggia dei Priori a Firenze
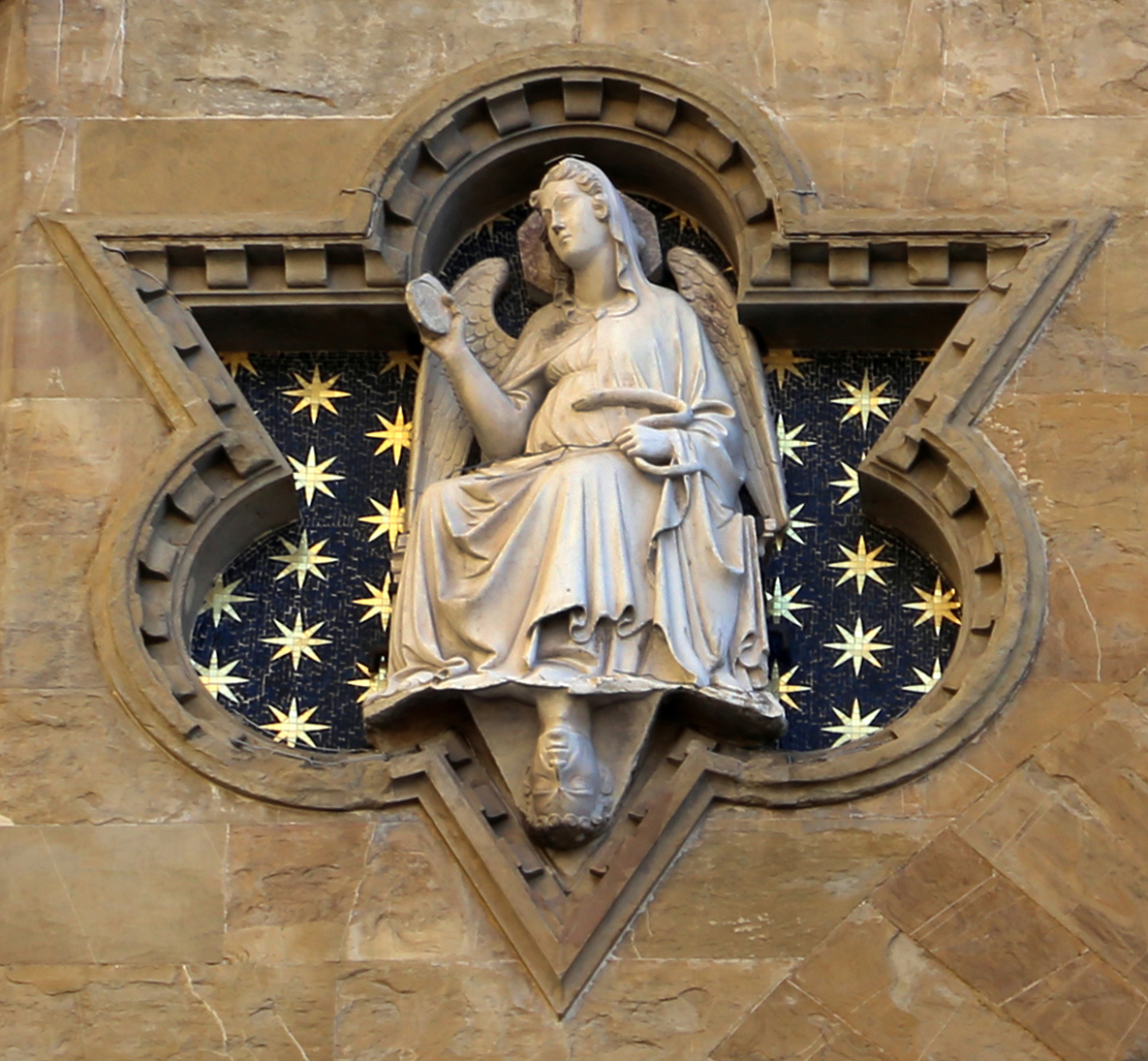
Prudenza, nella loggia dei Priori a Firenze
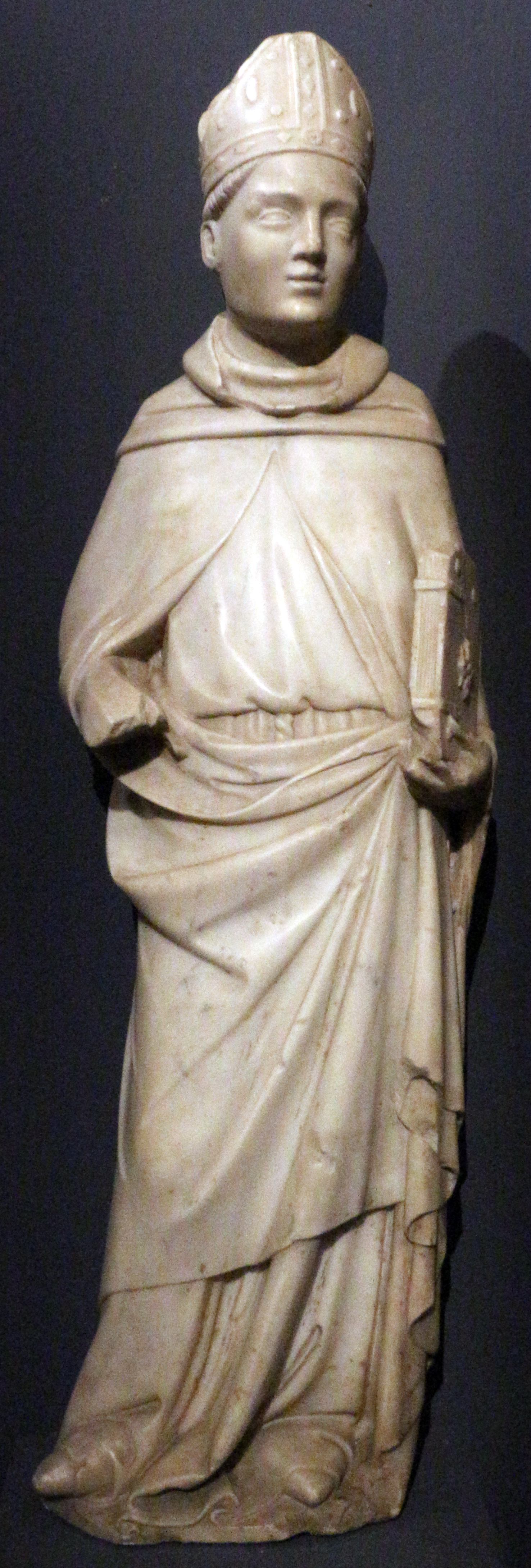
San Ludovico di Tolosa, collezione privata
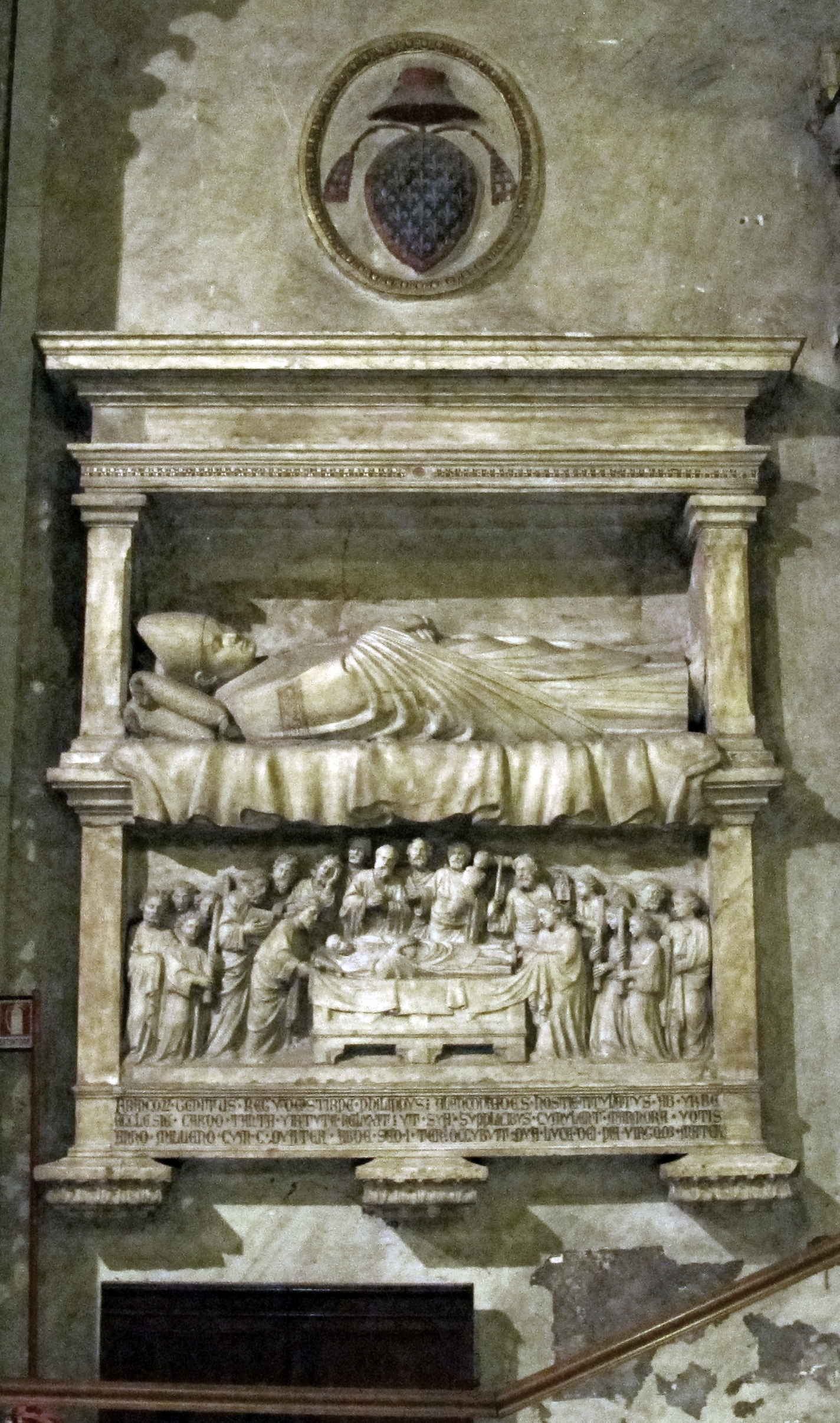
Tomba del cardinale Filippo d'Alençon, Santa Maria in Trastevere, Roma